# Torneio Paraná de Verão de 2024–25
O Torneio Paraná de Verão de 2024–25 foi a 3.ª edição do Torneio Paraná de Verão, competição amistosa de futebol voltada para a preparação das equipes para o Campeonato Paranaense de 2025.

## História
A competição foi criada pelas equipes participantes visando preparar os jogadores, com mais competitividade, para o Campeonato Paranaense de 2025, sendo um desejo das equipes há anos.
Os times se enfrentam entre si, em turno único. Inicialmente, os dois primeiros colocados iriam disputar uma final, enquanto as outras equipes definiriam o terceiro lugar. Devido as alterações promovidas pela CBF no calendário do futebol brasileiro em 2025, o campeão será o time que somar mais pontos ao longo das três rodadas.
Na terceira edição o torneio conta com a presença do Londrina, FC Cascavel, Cianorte e Maringá.

## Equipes participantes
| Equipe      | Cidade   | Estádio           | Capacidade | Títulos                 | Participações |
| ----------- | -------- | ----------------- | ---------- | ----------------------- | ------------- |
| Cianorte    | Cianorte | Albino Turbay     | 3.000      | 1 (último em 2022-2023) | 2             |
| FC Cascavel | Cascavel | Olímpico Regional | 28.125     | 0 (não possui)          | 2             |
| Londrina    | Londrina | Estádio do Café   | 30.000     | 0 (não possui)          | 1             |
| Maringá     | Maringá  | Willie Davids     | 21.000     | 1 (último em 2023-2024) | 2             |

## Classificação
| Pos | Equipe                 | Pts | J | V | E | D | GP | GC | SG |
| --- | ---------------------- | --- | - | - | - | - | -- | -- | -- |
| 1   | Maringá                | 6   | 3 | 2 | 0 | 1 | 4  | 2  | +2 |
| 2   | Cianorte               | 6   | 3 | 2 | 0 | 1 | 4  | 3  | +1 |
| 3   | Londrina Esporte Clube | 3   | 3 | 1 | 0 | 2 | 4  | 4  | 0  |
| 4   | FC Cascavel            | 3   | 3 | 1 | 0 | 2 | 2  | 5  | −3 |

### Partidas
| 13 de dezembro | Londrina              | 2 – 0 | Maringá | Estádio Álvaro Alves, Alvorada do Sul |
| 19h30          | Kevyn 29' · Ícaro 41' | [ 5 ] |         |                                       |

| 15 de dezembro | Cianorte                     | 2 – 0 | FC Cascavel | Albino Turbay, Cianorte |
| 16:00          | Pedro Ivo · Yosuke Morishige | [ 6 ] |             |                         |

| 21 de dezembro | FC Cascavel | 0 – 2 | Maringá | Estádio Municipal Paulo Roberto de Souza, Corbélia |
| 16:00          |             | [ 7 ] | Moraes  |                                                    |

| 22 de dezembro | Cianorte               | 2 – 1 | Londrina | Albino Turbay, Cianorte |
| 19:00          | Guilherme Beléa · Caio | [ 8 ] | Pablo    |                         |

| 04 de janeiro | FC Cascavel       | 2 – 1 | Londrina | Estádio Associação Atlética Coopavel, Cascavel |
| 16:00         | J.Pedro · Robinho | [ 9 ] | I.Teles  |                                                |

| 05 de janeiro | Maringá               | 2 – 0  | Cianorte | Willie Davids, Maringá |
| 18:00         | E. Negueba · Maranhão | [ 10 ] |          |                        |